# حفني ناصف
حفني ناصف  هو محمد الحفني بن محمد إسماعيل خليل ناصف، ولد يوم الجمعة 16 ديسمبر سنة 1855م ببركة الحج، من أعلام القليوبية، توفى والده وهو ما زال جنيناً في بطن أمه، فكفله خاله وجدته لأبيه.

## نشأته
التحق بكتّاب القرية لحفظ القرآن الكريم وتعلم مبادئ القراءة والكتابة، أعاد حفظ القرآن الكريم وهو في الثالثة عشرة من عمره. التحق بالأزهر لتحصيل العلم وظل به من سنة 1869 حتى 1879
- التحق بمعهد دار العلوم سنة 1879 وتخرج فيه سنة 1882 وكان ترتيبه الأول في جميع مراحل الدراسة

أشركه الإمام محمد عبده في تحرير الوقائع المصرية سنة 1880 وهو ما زال بعد طالب بمعهد دار العلوم. 
التحق فور تخرجه مدرساً بمدرسة المكفوفين والبكم للتدريس بها رغم أن ترتيبه الأول على جميع الناجحين، ولا ينكر أنه شعر بخيبة كبرى بسبب هذا وكان يأمل أن يرسم له القدر طريقاً غير ذلك وكأني به تسلم عمله الجديد بتلك المدرسة ولسان حاله يقول: 
أفتلك عاقبتي وذاك مآلي؟ *** خطوا المضاجع وادفنوا آمالي
إلا أنه أظهر الكثير من المثابرة في هذا العمل وحقق في فترة قصيرة نسبياً الكثير لطلاب المدرسة من العميان والخرس وجعلهم يقرأون معارف لم يظنوا يوماً أن باستطاعتهم قراءتها وهم على هذه الحالة فقد أطلق بداخلهم شعاع أمل ظل يشع بتوهجه داخل نفوسهم لمدد طويلة. في سنة 1885 دبر له شفيق بك منصور عملاً كسكرتيراً له وكان يعمل حينذاك بالقانون وشغل حفني ناصف ما يشبه وظيفة النائب العام في عصرنا هذا، ومن هذا الطريق اتصل حفني ناصف بالقانون، فأشرف على الترجمة القانونية والقضائية وقام بتنسيقها

## رحلته إلى أوروبا
رحل إلى أوروبا عدة مرات، واتصلت أسباب المعاونة والمودة بينه وبين المستشرقين حتى اختاروه عضواً في مؤتمر المستشرقين في فيينا عاصمة النمسا.

## دوره الوطني
- وقع الاختيار عليه لتدريب مادة الإنشاء القضائي بمدرسة الحقوق التاريخية من سنة 1887 حتى سنة 1892، وكذلك المنطق والبلاغة وآداب المناظرة. وفي سنة 1892 دخل امتحان مسابقة في المواد القانونية لشغل وظائف قضائية، ونجح في المسابقة بتفوق وأمتياز.
- عين قاضياً سنة 1892 وتنقل في عدة أقاليم ما بين القاهرة وقنا وطنطا.
- خرج من القضاء سنة 1912 وهو في وظيفة «وكيل محكمة طنطا الكلية».
- قام برئاسة الجامعة الاهلية سنة 1908 عند تأسيسها، وكان من أوائل المدرسين بها.
- شارك في إنشاء «المجمع اللغوي الأول».
- عمل كبيراً لمفتشي اللغة العربية بوزارة المعارف سنة 1912، وظل بها حتى أحيل إلى المعاش في 25 فبراير سنة 1915.

## مؤلفاته
من أبرز مؤلفاته :
- حياة اللغة العربية أو تاريخ الأدب .
- كما اشترك مع علماء آخرين في تأليف عدد من الكتب منها الدروس النحوية ، و دروس البلاغة ، و قواعد اللغة العربية.
- له العديد من المقالات العلمية والأدبية في مجلات وصحف متعددة منها : المنار ، و المقتطف ، والزهور ، والهلال .

## ثناء العلماء عليه وعلى مصنفاته
ذكر الشيخ الأديب علي الطنطاوي في ذكرياته أن كتاب قواعد اللغة العربية لحفني ناصف وآخرين كان هو الكتاب المقرر عليهم سنة (١٩٢٣ م) وأثنى عليه بقوله : "وهذا الكتاب يغني الطالب بل المدرس بل الأديب عن النظر في غيره وهو أعجوبة في جمعه وترتيبه وإيجاز عبارته، واختياره الصحيح من القواعد وهو أصح وأوسع من شذور الذهب ، ومن ابن عقيل ."
وقال عنه عباس العقاد ، في كتابه شعراء مصر وبيئاتهم في الجيل الماضي : "كان فَكِهَاً سريع الخاطرة في النكات البادرة، حافظاً لنوادر الظرفاء وأخبار السلف الصالحين وغير الصالحين، وكان فوق ذلك عالماً باللغة راوياً للأشعار، ناظماً يجيد النظم ويأتي فيه بالمعاني الطريفة والفكاهات المستملحة ... وقد كان لحفني ناصف من المآثر على اللغة ما هو حسبه وحسب كل فاضل يؤدي ما عليه من فريضة لقومه وللمعرفة والثقافة، وما من طالب في زماننا ولا في الجيل الماضي إلا وهو مدين للرجل ببعض معرفته وثقافته وشاكر له حظاً من معلوماته ودروسه".

## الوفاة
توفى حفني بك ناصف في يوم الثلاثاء 24 جمادى الأولى سنة 1337 هـ، الموافق 25 فبراير 1919

## وصلات خارجية
- حفني ناصف على موقع أرشيف الشارخ.
- حفني ناصف على موقع بوابة الشعراء.